# Carol Douglas
Pour les articles homonymes, voir Douglas.
Carolyn Strickland, dite Carol Douglas, née le 7 avril 1948 à New York, est une chanteuse de soul et disco américaine. Elle est notamment connue pour sa reprise de la chanson Doctor's Orders en 1974.

## Discographie

### Albums studio
| 1975                                                                                          | The Carol Douglas Album | 177 | 37 | —  | 49 | Midland Int'l |
| 1976                                                                                          | Midnight Love Affair    | 188 | —  | 71 | —  | Midland Int'l |
| 1977                                                                                          | Full Bloom              | 139 | —  | 99 | —  | Midsong Int'l |
| 1978                                                                                          | Burnin'                 | —   | —  | —  | —  | Midsong Int'l |
| 1979                                                                                          | Come into My Life       | —   | —  | —  | —  | Midsong Int'l |
| 1983                                                                                          | Love Zone               | —   | —  | —  | —  | Next Plateau  |
| « — » indique que le titre ne s'est pas classé ou qu'il n'est pas sorti dans le pays indiqué. |                         |     |    |    |    |               |

### Compilations
- The Best of Carol Douglas (1980, Midsong Int'l)
- Satin and Smoke: The Best of Carol Douglas (1981, Stack-O-Hits)
- Greatest Hits (1989, Unidisc)
- Doctor's Orders: The Best of Carol Douglas (1995, Hot Productions)
- Disco Queen - Carol Douglas: Greatest Hits (1999, Classic World Productions)
- Hits Anthology (2011, Essential Media Group)

### Singles
| 1974                                                                                          | Doctor's Orders              | 11  | 9 | 2  | 31 | 10 | 1  | 37 | 6 | —  | The Carol Douglas Album |
| 1975                                                                                          | A Hurricane Is Coming Tonite | 81  | — | —  | —  | —  | 79 | —  | — | —  | The Carol Douglas Album |
| 1975                                                                                          | Will We Make It Tonight      | —   | — | —  | —  | —  | —  | —  | — | —  | The Carol Douglas Album |
| 1975                                                                                          | Headline News                | —   | — | —  | —  | —  | —  | —  | — | —  | Midnight Love Affair    |
| 1976                                                                                          | Midnight Love Affair (en)    | 102 | — | 1  | —  | —  | 93 | —  | — | —  | Midnight Love Affair    |
| 1976                                                                                          | Crime Don't Pay              | —   | — | 1  | —  | —  | —  | —  | — | —  | Midnight Love Affair    |
| 1977                                                                                          | Dancing Queen                | 110 | — | 35 | —  | —  | —  | —  | — | —  | Full Bloom              |
| 1977                                                                                          | I Want to Stay with You      | —   | — | 28 | —  | —  | —  | —  | — | —  | Full Bloom              |
| 1977                                                                                          | Light My Fire                | —   | — | 28 | —  | —  | —  | —  | — | —  | Full Bloom              |
| 1977                                                                                          | We Do It (en)                | 108 | — | —  | —  | —  | —  | —  | — | —  | Full Bloom              |
| 1978                                                                                          | Night Fever                  | 106 | — | 15 | —  | —  | —  | —  | — | 66 | Burnin'                 |
| 1978                                                                                          | So You Win Again             | —   | — | —  | —  | —  | —  | —  | — | —  | Burnin'                 |
| 1978                                                                                          | Burnin'                      | —   | — | 11 | —  | —  | —  | —  | — | —  | Burnin'                 |
| 1979                                                                                          | I Got the Answer             | —   | — | 51 | —  | —  | —  | —  | — | —  | Come into My Life       |
| 1979                                                                                          | Love Sick                    | —   | — | 51 | —  | —  | —  | —  | — | —  | Come into My Life       |
| 1981                                                                                          | My Simple Heart              | —   | — | 42 | —  | —  | —  | —  | — | —  | Love Zone               |
| « — » indique que le titre ne s'est pas classé ou qu'il n'est pas sorti dans le pays indiqué. |                              |     |   |    |    |    |    |    |   |    |                         |